# Intuition féminine
Intuition féminine (titre original : Feminine Intuition) est une nouvelle d'Isaac Asimov parue pour la première fois en octobre 1969 dans le magazine The Magazine of Fantasy & Science Fiction. Elle est disponible en France dans les recueils L'Homme bicentenaire et Nous les robots.
Elle s'inscrit dans le Cycle des robots et met en scène Susan Calvin.

## Résumé
Malgré des efforts gigantesques, les astrophysiciens ne trouvent pas de planète habitable en dehors de la Terre. Pour sortir de cette impasse, l'US Robots propose un robot révolutionnaire : non pas un énième calculateur, mais un robot qui reproduirait l'intuition, cette vertu dite féminine, et s'affranchirait ainsi des lourdeurs mathématiques !
Susan Calvin rit jaune de ce cliché qui sépare intelligence masculine et intuition féminine, mais le robot est quand même construit, et son côté féminin produit des scènes cocasses. Il remplit aussi son rôle, mais il est détruit dans un accident d'avion, où son superviseur trouve aussi la mort avant d'avoir pu transmettre les données.
Susan Calvin se lance alors dans une enquête très rationnelle, qui lui permet de retrouver le seul témoin qui ait entendu les conclusions du robot. Et elle se moque de ses collègues en attribuant son succès à l'"intuition féminine".